# Поваліна
Поваліна (пол. Powalina, нім. Walldorf) — село в Польщі, у гміні Новий Двур-Гданський Новодворського повіту Поморського воєводства.
Населення — 109 осіб (2011).
У 1975-1998 роках село належало до Ельблонзького воєводства.

## Демографія
Демографічна структура станом на 31 березня 2011 року:
|          | Загалом | Допрацездатний вік | Працездатний вік | Постпрацездатний вік |
| -------- | ------- | ------------------ | ---------------- | -------------------- |
| Чоловіки | 61      | 12                 | 40               | 9                    |
| Жінки    | 48      | 7                  | 30               | 11                   |
| Разом    | 109     | 19                 | 70               | 20                   |